# فضيحة خيخون
فضيحة خيخون هي الفضيحة الأخلاقية التي حدثت في المباراة التي جمعت بين منتخب ألمانيا ومنتخب النمسا في كأس العالم لكرة القدم 1982 على ملعب المولينيون بمدينة خيخون في البطولة التي استضافتها إسبانيا، كان هذه المبارة في دور المجموعات، وكانت المجموعة تضم منتخب الجزائر، ومنتخب تشيلي، بالإضافة لألمانيا والنمسا، أسفرت الجولة الأولى عن فوز النمسا على تشيلي والجزائر على ألمانيا، وفي الجولة الثانية فازت النمسا على الجزائر وألمانيا على تشيلي، وفي الجولة الثالثة لعبت الجزائر ضد تشيلي وفازت عليها، وبعدها لعبت النمسا مع ألمانيا مباراة غير تنافسية، حيث لعب الفريقان للحفاظ على النتيجة من أجل أن يتأهلا معا إلى الدور الثاني، وبالفعل انتهت المباراة بفوز ألمانيا بهدف واحد مما كان يعني تأهل الفريقين.
بعد المباراة هاجمت الصحافة الألمانية منتخبها ووصفته بالعار وأطلقت على المباراة (Nichtangriffspakt von Gijón أو Schande von Gijón) أي فضيحة خيخون، كما وصفت الصحافة النمساوية المباراة بأنها آنشلوس (إشارة في فضيحة ضم ألمانيا لنمسا إبان الحرب العالمية الثانية).
تسببت نتيجة هذه المباراة الغير أخلاقية في قيام الاتحاد الدولي لكرة القدم بتعديل خطة المباريات في البطولة اللاحقة، حيث تقرر أن تلعب مبارتي الجولة الثالثة في دور المجموعات في نفس التوقيت منعاً للتلاعب.

## خلفية ما قبل المباراة
- يحصل الفائز على نقطتين ونقطة واحدة عند التعادل، وعند تساوي النقاط يحسب فارق الأهداف.

| فريق            | لعب | ف | ت | خ | له | عليه | ف.أ | نقاط |
| --------------- | --- | - | - | - | -- | ---- | --- | ---- |
| النمسا          | 2   | 2 | 0 | 0 | 3  | 0    | +3  | 4    |
| الجزائر         | 3   | 2 | 0 | 1 | 5  | 5    | 0   | 4    |
| ألمانيا الغربية | 2   | 1 | 0 | 1 | 5  | 3    | +2  | 2    |
| تشيلي           | 3   | 0 | 0 | 3 | 3  | 8    | −5  | 0    |

استطاعت الجزائر أن تفجر مفاجأة كبيرة بالفوز على منتخب ألمانيا، وأصبحت أول منتخب إفريقي يهزم منتخباً أوروبياً وبعد الفوز على تشيلي أصبحت أول منتخب إفريقي يفوز في مبارتين.
بعد انتهاء مباراة الجزائر وتشيلي، علم منتخبا ألمانيا والنمسا أنهما سيتأهلان معًا في حالة فوز ألمانيا بأقل من 3 أهداف حيث ستتساوى المنتخبات الثلاث في مجموع النقاط وتصبح الأفضلية لمنتخبي ألمانيا والنمسا نظراً لفارق الأهداف.

## ملخص المباراة
استطاع اللاعب الألماني هورست هروبيش من إحراز هدف لمنتخبه في الدقيقة العاشرة من المباراة، ولكن لم يحاول أي المنتخبين اللعب أو الهجوم واكتفوا بالتمريرات وجعل الدقائق تمر، مظهرين بلا خجل أن المباراة انتهت باتفاق يسمح بتأهل ألمانيا ويقصي الجزائر، وكانت الفضيحة.
هتف معلق تلفزيون النمسا الذي نقل المباراة: «هذه فضيحة كروية وعار على دولتنا بأكملها، قولوا عني ما شئتم لكنني أرفض أن أوافق على ذا العار، أنا خجل من منتخب بلادي وعليكم أن تشعروا بالمثل». وأدان التلفزيون الألماني ما فعله منتخبه وطالب المشاهدين بإغلاق التلفاز وعدم رؤية هذا العار، ووصفت الصحف الألمانية المنتخب بالمافيا والعصابة، حتى أن بعض صحف النمسا وصفت المباراة ب«انشلوس»، في إشارة إلى المعركة الهزلية التي ضمت فيها ألمانيا النازية النمسا إليها عام 1938.
وفي المدرجات كان الوضع مشابهًا، بدأ الجمهور بالتصفير احتجاجًا على ما فعله اللاعبون، وأخرجوا النقود وأظهروها للكاميرات ومنهم من رماها باتجاه اللاعبين في إشارة منهم للمؤامرة وأنهم يباعون ويشترون بالمال، وكان الملفت في الأمر أن جمهور كلا المنتخبين رفض ما يحدث وأدانه حد الخروج من الملعب، وحاصر الجمهور الألماني مقر إقامة لاعبيه واقتحامه لولا تدخل قوات الأمن ومنعهم من الوصول إلى اللاعبين.
لم ينكر اللاعبون الألمان أبدًا تلك الفضيحة، واعترف بيتر بريغل الذي لعب في صفوف ألمانيا الغربية وقتها فيما بعد قائلًا: «النمسا كانت تعرف جيدًا أننا قادرون على الفوز، وبعد تسجيلنا هدفًا مبكرًا كانوا أمام خيارين، إما أن نكتفي بالنتيجة ونتأهل كلانا أو يخاطرون بإكمال اللعب وتلقي هدفين آخرين يقصيهم من البطولة، فاختاروا الأول».

## تفاصيل المباراة
| ألمانيا الغربية  | 1–0   | النمسا |
| ---------------- | ----- | ------ |
| هورست هروبيش 10' | تقرير |        |

| West Germany | Austria |

| GK           | 1  | هارالد شوماخر       |         |
| SW           | 15 | أولي شتيليكه        |         |
| RB           | 20 | مانفريد كالتز       |         |
| LB           | 2  | هانز بيتر بريغل     |         |
| CB           | 4  | كارلهاينز فورستر    |         |
| CM           | 3  | بول برايتنر         |         |
| CM           | 6  | فولفغانغ دريملر     |         |
| CM           | 14 | فيليكس ماغات        |         |
| RF           | 11 | كارل-هاينتس رومنيغه | 66'     |
| FW           | 9  | هورست هروبيش        | 10' 68' |
| LF           | 7  | بيير ليتبارسكي      |         |
| Substitutes: |    |                     |         |
| GK           | 21 | بيرنت فرانكه        |         |
| GK           | 22 | إيك إيمل            |         |
| DF           | 5  | بيرند فورستر        |         |
| FW           | 8  | كلاوس فيشر          | 68'     |
| MF           | 10 | هانسي مولر          |         |
| DF           | 12 | ويلفريد هانيز       |         |
| FW           | 13 | أوفي راينديرس       |         |
| FW           | 16 | توماس ألوفس         |         |
| MF           | 17 | شتيفان إنغلز        |         |
| MF           | 18 | لوثار ماثيوس        | 66'     |
| DF           | 19 | هولغر هيرونيموس     |         |
| Manager:     |    |                     |         |
| يوب ديرفال   |    |                     |         |

| GK                         | 1  | فريدريش كونسيليا   |                  |
| DF                         | 2  | بيرند كراوس        |                  |
| DF                         | 3  | إريش أوبرماير      |                  |
| DF                         | 4  | جوزيف ديجورجي      |                  |
| DF                         | 5  | برونو بيزي         |                  |
| MF                         | 6  | رولان هاتنبرغر     |                  |
| FW                         | 7  | والتر ستشاتشنر     | 32' إلى {{{2}}}' |
| MF                         | 8  | هربرت بروهاسكا     |                  |
| FW                         | 9  | هانس كرانكل        |                  |
| MF                         | 10 | رينهولد هينترماير  | 32' إلى {{{2}}}' |
| DF                         | 19 | هيربرت ويبر        |                  |
| Substitute:                |    |                    |                  |
| GK                         | 21 | Herbert Feurer     |                  |
| GK                         | 22 | كلاوس ليندنبرغر    |                  |
| MF                         | 11 | كورت يارا          |                  |
| DF                         | 12 | Anton Pichler      |                  |
| DF                         | 13 | ماكس هاغماير       |                  |
| MF                         | 14 | إرنست باومايستر    |                  |
| MF                         | 15 | Johann Dihanich    |                  |
| MF                         | 16 | جيرالد ميسليندر    |                  |
| MF                         | 17 | Johann Pregesbauer |                  |
| FW                         | 18 | غيرنوت يورتين      |                  |
| FW                         | 20 | كورت ويلزل         |                  |
| Manager:                   |    |                    |                  |
| فيليكس لاتزكه & جورج شميدت |    |                    |                  |

## ما بعد المباراة
| فريق            | لعب | ف | ت | خ | له | عليه | ف.أ | نقاط |
| --------------- | --- | - | - | - | -- | ---- | --- | ---- |
| ألمانيا الغربية | 3   | 2 | 0 | 1 | 6  | 3    | +3  | 4    |
| النمسا          | 3   | 2 | 0 | 1 | 3  | 1    | +2  | 4    |
| الجزائر         | 3   | 2 | 0 | 1 | 5  | 5    | 0   | 4    |
| تشيلي           | 3   | 0 | 0 | 3 | 3  | 8    | −5  | 0    |

مع فوز ألمانيا الغربية 1-0، أصبح لدى ألمانيا والنمسا والجزائر نفس الرصيد بأربع نقاط في ثلاث مباريات (ملاحظة: في النظام السابق كان يحسب الفوز بنقطتين). تم فصل الفرق بفارق الأهداف، مع ألمانيا الغربية والنمسا تأهلا إلى الدور التالي من البطولة على حساب الجزائر.
كانت هذه المباراة حالة عفوية من التلاعب في نتائج المباريات نظراً لأنها كانت نوع من المصالح المتبادلة، فقد فضل اللاعبون الألمان بالاحتفاظ بهذه النتيجة ليتأهل الفريقين معاً بدلاً من المخاطرة والتي قد يسفر عنها خسارة المنتخب الألماني.
أبدى مسؤولو كرة القدم الجزائرية الغضب الشديد وتقدمت باحتجاج رسمي، ومع ذلك لا توجد قواعد تم فيها تغيير نتيجة المباراة، لذلك رفض الفيفا إتخاذ أي إجراء أو التحقيق وتم اعتماد النتيجة، ونفى كل من الفريقين أي تواطؤ خلال المباراة، ودافع مدير ألمانيا الغربية يوب ديرول عن فريقه من الانتقادات، لافتًا إلى أن أولي ستيلكه وكارل هاينز رومينيجه كانو غير مؤهلين للعب في هذه المباراة.
وبالرغم من عدم اتخاذ اي إجراءات ضد الفريقين إلا أن فضيحة خيخون كانت جديدة من نوعها وأعطت درس للاتحادات الرياضية من أجل منع التلاعب مستقبلاً والتواطؤ بين الفرق، ففي كأس الأمم الأوروبية 2004 المجموعة C شهدت حالة مماثلة، كان منتخبي الدنمارك والسويد لعبا عمدًا في فخ التعادل 2-2 الذي شهد كلا الفريقين تتقدم على حساب إيطاليا، ومع ذلك رفضت اليوفا إجراء أي التحقيق.
وفي كأس العالم لكرة القدم عام 2010، شهدت الدقائق العشر الأخيرة من بطولة كأس العالم لكرة القدم 2010 - المجموعة الثامنة سلوك مماثل، وفي كأس العالم لكرة القدم عام 2014، كان المنتخب الألماني على موعد مع منتخب الولايات المتحدة وكان المنتخب الألماني قد ضمن التأهل، لكن بعض المحليين شككوا في حدوث تواطؤ محتمل، حيث كان كل ما يحتاجونه لضمان التأهل لدور 16 هو التعادل مع منتخب أمريكا، وأشاروا إلى الصداقة التي تجمع بين المدرب الألماني يواخيم لوف والمدرب يورغن كلينسمان، ولكن تم القضاء على هذه المخاوف حيث لعب الجانبين مباراة تنافسية وفي الدقيقة ال55 سجل توماس مولر الهدف الوحيد في المباراة وكانت النتيجة كفيلة بإقصاء الولايات المتحدة، ولكن كانت نتيجة التعادل الإيجابي في مباراة منتخب غانا لكرة القدم ومنتخب البرتغال لكرة القدم حسمت تأهل المنتخب الأمريكي إلى دور 16 من البطولة.

## وصلات خارجية
- 48، عرب. "عرب 48 - فضيحة خيخون: الجزائر تخرج ضحية مؤامرة ألمانيا الغربية والنمسا". مؤرشف من الأصل في 2015-09-23. اطلع عليه بتاريخ 2015-03-24. {{استشهاد ويب}}: الوسيط |الأخير= يحوي أسماء رقمية (مساعدة)
- Video highlights of the game on بي بي سي (UK only)